# Kallumata, Tumkur
Kallumata là một làng thuộc tehsil Tumkur, huyện Tumkur, bang Karnataka, Ấn Độ.